# Центр по исследованию ионов и антипротонов
Центр по исследованию ионов и Антипротонов (FAIR — Facility for Antiproton and Ion Research) — строящийся международный ускорительный комплекс, который будет использовать антипротоны и ионы для проведения исследований в областях: ядерной, адронной физики и физики элементарных частиц, атомной физики и исследований антиматерии физика, высокой плотности плазменной физики, физике конденсированного состояния, биологии и медико-биологических науках. Он расположен в Дармштадте в Германии и, как ожидается, начнет эксперименты с 2025 года.
FAIR создаётся на базе Центра исследования тяжёлых ионов, путём масштабного расширения, подробности проекта изложены в базовом техническом отчете за 2006 год.
Стоимость проекта оценивается в 1,6 миллиарда евро.

## Научная программа

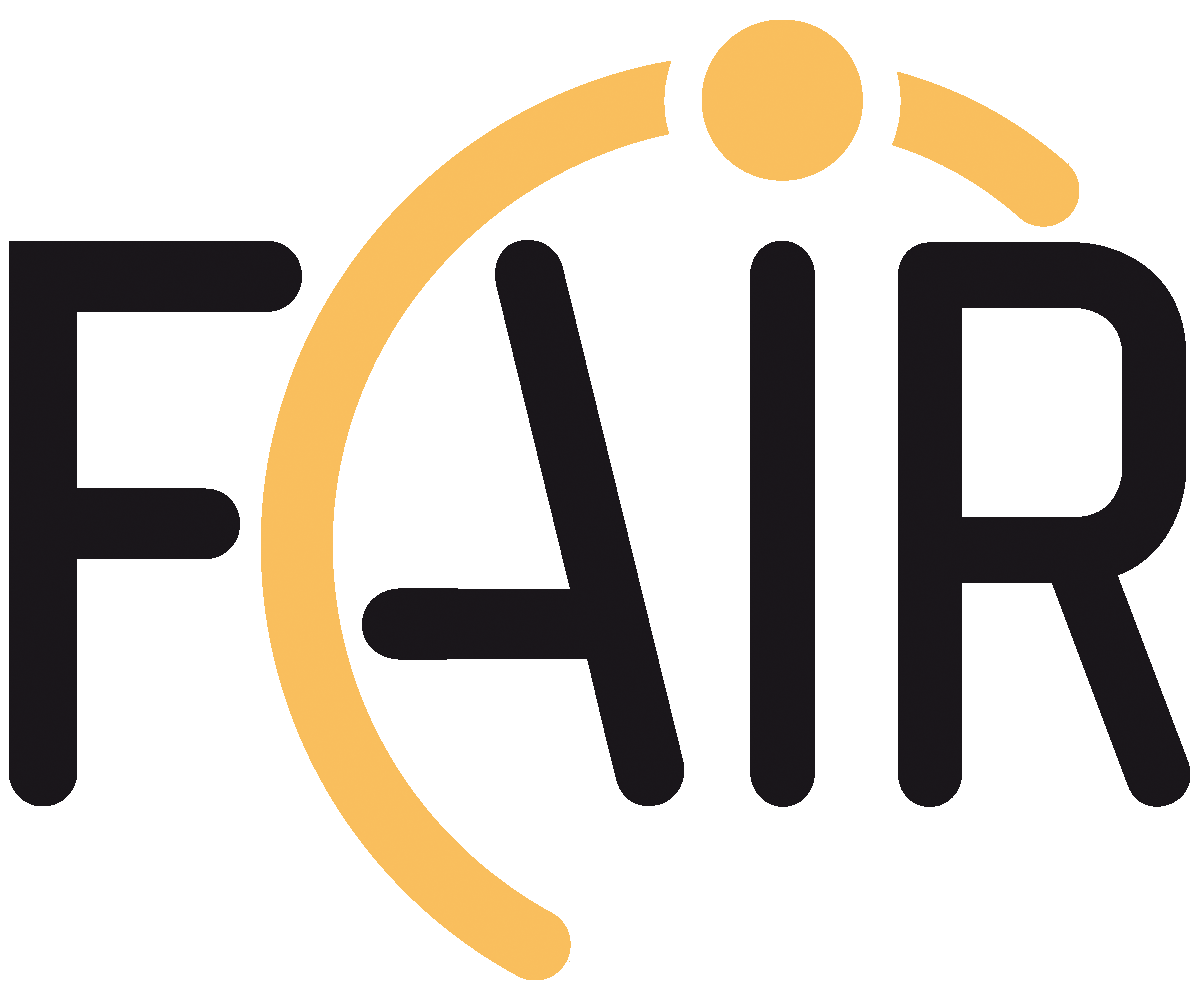

Четыре направления научных исследований FAIR:
- APPA — Атомная физика, физика плазмы[4]
- CBM — Сжатая Барионная материя[5]
- NUSTAR — Структура атомного ядра, астрофизика и реакции[6]
- PANDA — Аннигиляция антипротонов[7]

## Ускорительный комплекс

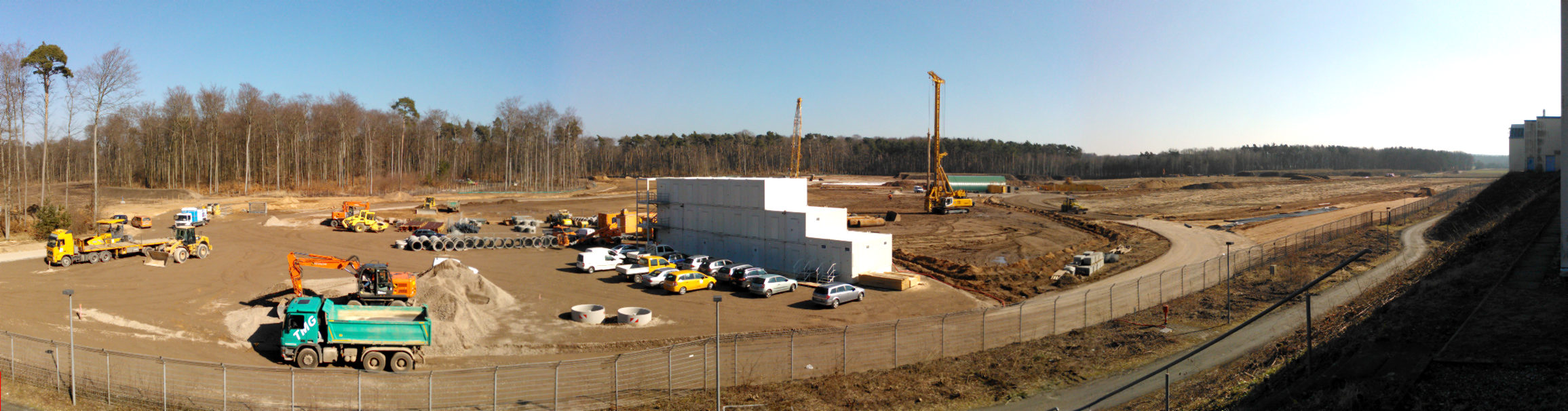
Строительство ускорителя

Инжектором протонных пучков будет протонный линейный ускоритель, в то время как тяжёлые ионы будут первично ускоряться в действующем UNILAC. Оба они будут инжектировать пучки в также работающий синхротрон SIS18. Оттуда они будут направлены в большой быстроциклирующий накопитель SIS100 (и опционально SIS300). Протоны, ускоренные до 29 ГэВ будут сбрасываться на мишень для производства вторичного пучка антипротонов, или непосредственно использованы для экспериментов в рамках APPA. Полученные антипротоны будут захвачены и охлаждены в кольце Collector Ring (CR), (и в перспективе RESR) перед подачей в HESR, где они будут использованы в эксперименте PANDA. Пучки тяжёлые ионов высокой энергии будут использоваться непосредственно для исследований с МД или APPA экспериментов или для получения вторичных пучков нестабильных ионов. 

## Участники
Около 3000 учёных из более чем 50 стран мира уже работают над планированием эксперимента на ускорителях. Этот проект реализуется партнерами из Финляндии, Франции, Германии, Индии, Польши, Румынии, России, Словении и Швеции, которые подписали международный договор, который вступил в силу в марте 2014 года. Великобритания стала первым ассоциированным членом. другие страны, как Италия, ведут переговоры.
До начала войны на Украине в феврале 2022 года российские предприятия участвовали в производстве компонентов для ускорителей и экспериментов на FAIR. Контракты с российскими организациями были расторгнуты в соответствии с режимом санкций ЕС. Все необходимые компоненты могут быть изготовлены без участия России. Аннулированные заказы закупаются в основном в Европе в качестве замены компонентов.